# オガワコマドリ

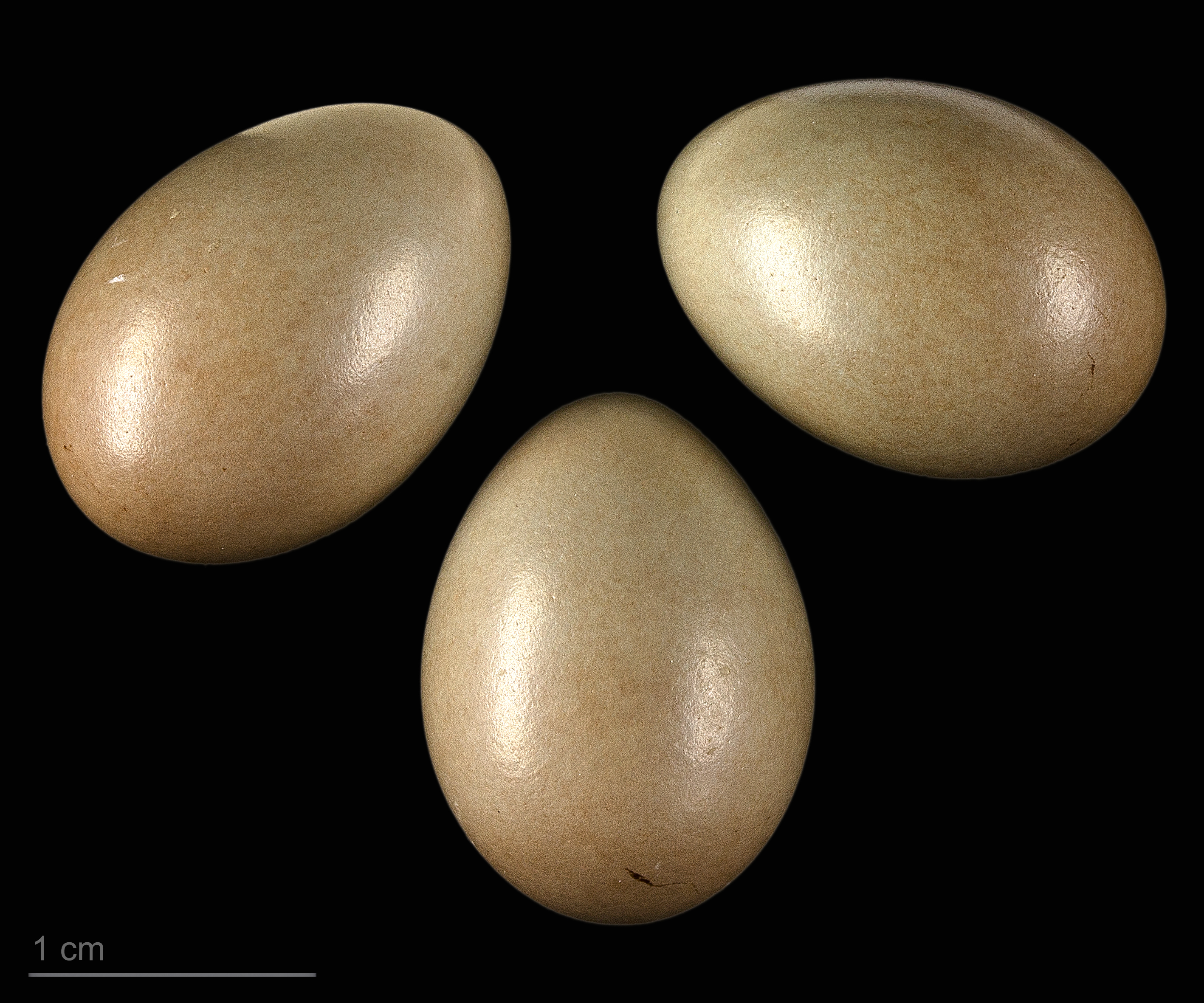
Luscinia svecica namnetum

オガワコマドリ（小川駒鳥、学名:Luscinia svecica）は、スズメ目ヒタキ科に分類される鳥である。和名は、本種を日本で初めて採集した小川三紀に因んで名づけられた。

## 分布
ユーラシア大陸の中部以北に夏鳥として渡来、繁殖し、冬期はアフリカ中部からアラビア半島、東南アジアに渡り越冬する。日本の周辺では、ロシアの沿海州付近やシベリア東部でも繁殖している。
日本では以前は観察例の少ない迷鳥だったが、調査が進むにつれて記録が増え、現在ではまれな旅鳥または冬鳥とされている。日本海側の島嶼部での記録が多い。

## 形態
全長約15cm。額から尾にかけての上面はオリーブ褐色で腰の部分が橙色がかっている。白い眉斑が目立つ。腹部は灰色。雄の喉は青く、喉から腹部との境にかけて黒、白、茶褐色の横帯がある。雌の喉は灰色で、胸部の横帯はなく、腹の黒褐色の縦縞がある。

## 生態
日本における記録では、河川敷や湖沼縁の草地やアシ原で単独でいることが多い。地上で採餌しながら、近くに岩や杭にとまっており、危険を察知すると低く飛び草地に隠れる。
繁殖期には湿地の近辺の低木林などに生息し、番いで縄張りを持つ。
食性は主に動物食。昆虫類の幼虫を捕食することが多い。
繁殖形態は卵生。地面のくぼみに枯草などを用いて椀状の巣を作り、5-7卵を産む。抱卵日数は約13日で、雛は13-15日で巣立つ。
さえずりは「チュルチュル」、「チュリチュリ」等を組み合わせた複雑なもの。地鳴きは「タッ」「グッ」。